# Episodi di Sulle strade della California (prima stagione)
Questa voce contiene trame, dettagli e crediti dei registi e degli sceneggiatori della prima stagione della serie televisiva Sulle strade della California
Negli Stati Uniti, la serie andò in onda sulla NBC. L'episodio pilota fu trasmesso per la prima volta il 20 marzo 1973. Gli altri episodi furono trasmessi dal 2 ottobre 1973 al 26 marzo 1974.
In Italia, alcuni episodi di questa stagione andarono in onda su Rai 1 tra il 7 marzo e il 9 maggio 1976.  Il doppio episodio Gli intoccabili di Chicago fu trasmesso nel novembre 1978, insieme ad alcuni episodi della seconda stagione. Altri episodi della stagione furono trasmessi tra il 4 novembre e il 5 dicembre 1983.
Nella prima trasmissione italiana, non fu rispettato l'ordine cronologico originale degli episodi.
| nº | Titolo originale                | Titolo italiano                            | Prima TV USA     | Prima TV Italia  |
| -- | ------------------------------- | ------------------------------------------ | ---------------- | ---------------- |
| 0  | Slow Boy (Pilot)                |                                            | 20 marzo 1973    |                  |
| 1  | Dangerous Games                 | Giochi pericolosi                          | 2 ottobre 1973   | 14 novembre 1983 |
| 2  | Requiem for an Informer         | Requiem per un informatore                 | 9 ottobre 1973   | 16 novembre 1983 |
| 3  | The Ten Year Honeymoon          | Dieci anni assieme                         | 23 ottobre 1973  | 7 marzo 1976     |
| 4  | The Violent Homecoming          | Il violento ritorno a casa                 | 30 ottobre 1973  | 17 novembre 1983 |
| 5  | The Ho Chi Minh Trail           | La pista Ho Chi Minh                       | 6 novembre 1973  | 18 novembre 1983 |
| 6  | Collision Course                | Due del Kansas                             | 20 novembre 1973 | 9 maggio 1976    |
| 7  | Death on Credit                 | Carte di credito                           | 27 novembre 1973 | 11 aprile 1976   |
| 8  | The Big Walk                    | Camminando per la città                    | 4 dicembre 1973  | 21 marzo 1976    |
| 9  | Man on a Rack                   | Il segreto di Macardo                      | 11 dicembre 1973 | 25 aprile 1976   |
| 10 | Line of Fire                    | Linea di fuoco                             | 18 dicembre 1973 | 15 novembre 1983 |
| 11 | Chain of Command                | Catena di comando                          | 8 gennaio 1974   | 21 novembre 1983 |
| 12 | Countdown (Part 1)              | Gli intoccabili di Chicago (prima parte)   | 15 gennaio 1974  | 1 novembre 1978  |
| 13 | Countdown (Part 2)              | Gli intoccabili di Chicago (seconda parte) | 23 gennaio 1974  | 8 novembre 1978  |
| 14 | Cop in the Middle               | Ricatto                                    | 29 gennaio 1974  | 28 marzo 1976    |
| 15 | The Ripper                      | Lo sventratore                             | 12 febbraio 1974 | 5 dicembre 1983  |
| 16 | Country Boy                     |                                            | 19 febbraio 1974 |                  |
| 17 | The Hunters o Big John Morrison |                                            | 26 febbraio 1974 |                  |
| 18 | Wyatt Earp Syndrome             | La sindrome dello sceriffo                 | 5 marzo 1974     | 24 novembre 1983 |
| 19 | Fingerprint                     | Impronta digitale                          | 12 marzo 1974    | 1 dicembre 1983  |
| 20 | Chief                           | Il capo                                    | 19 marzo 1974    | 22 novembre 1983 |
| 21 | The Gamble                      | Gioco d'azzardo                            | 26 marzo 1974    | 14 marzo 1976    |